# Kloster Marienheide
Das Kloster Marienheide im früheren Gutsdorf Wollstein nahe dem nordhessischen Waldkappel-Harmuthsachsen ist das einzige Kloster der Monastischen Familie von Betlehem, der Aufnahme Mariens in den Himmel und des heiligen Bruno in Deutschland. Dieser Konvent der kontemplativen Ordensgemeinschaft der Schwestern von Betlehem wurde 1991 gegründet und siedelte sich im Jahr 2000 am heutigen Ort an.

## Geographische Lage
Das Kloster Marienheide liegt 3,8 km südwestlich von Harmuthsachsen, einem Ortsteil von Waldkappel. Es befindet sich im Nordosten des zum Fulda-Werra-Bergland gehörenden Stölzinger Gebirges und im Geo-Naturpark Frau-Holle-Land (Werratal.Meißner.Kaufunger Wald) am quellnahen Oberlauf des Hainebachs, eines südwestlichen Zuflusses des zur Wehre fließenden Bachs im Hohl. Umgeben ist es von den Bergen und Erhebungen Sommerberg (453,6 m) im Nordosten, Eisberg (583 m) im Westen und Fortberg (467,5 m) im Süden.

## Geschichte
Die monastische Familie von Betlehem entstand 1950 in Frankreich und hat ihren Schwerpunkt bis heute im französischen Sprachraum. 1991 lud Bischof Josef Homeyer die Schwestern zur Gründung eines Konvents im Bistum Hildesheim ein und stellte ihnen eine großbäuerliche Villa mit zugehörigen Gebäuden in Neuenkirchen-Hertel in der Lüneburger Heide zur Verfügung. Daher erhielt die neue Ordensniederlassung den Namen Marienheide.
Schon während der Umbau- und Herrichtungsarbeiten zeigte sich jedoch, dass der Ort keine ausreichenden Bedingungen für die kartäusische Spiritualität der strengen Abgeschiedenheit bot, und die Schwestern begannen mit der Suche nach einer geeigneteren Niederlassung. Diese fand sich schließlich im Jahr 2000 in dem verlassenen kleinen Gutsdorf Wollstein. Mit Unterstützung des Bistums Fulda, des Bonifatiuswerks und vieler Einzelspender entsteht seitdem in den historischen Gebäuden das neue Kloster mit den Eremitagen der zwölf Schwestern, den Gemeinschafts- und Gästeeinrichtungen und der Stall-Kirche („Betlehem“), die 2008 von Bischof Heinz Josef Algermissen geweiht wurde.